# Huyn van Amstenrade

Stamwapen van het geslacht

Huyn van Amstenrade was al in de veertiende eeuw de naam van een riddergeslacht in het Land van Valkenburg. Het vroegst bekende lid van dit geslacht was Servaes Huyn van Anstenrode, die in 1350 en in 1366 wordt vermeld als leenman van de hertog van Brabant.

## Familiewapen en afleidingen daarvan

Wapen van Geleen

Het wapen van Amstenrade

Het adellijk geslacht Huyn kan in vier hoofdtakken worden onderverdeeld, de lijnen Amstenrade, Geleen, Maastricht en Rivieren (Voerendaal). De Geleense tak is zich na verloop van tijd Huyn van Geleen gaan noemen.
Het familiewapen van de hoofdtak Huyn van Amstenrade bestaat uit een zilveren slangenkruis in rood gelegd met een zilveren hartschild met drie (2, 1) rode kogels. Dit hartschild gaat oorspronkelijk terug op de familie Printhagen. Op de helm boven het schild is een oprijzende draak aangebracht.

### Geleen
Het gemeentewapen van Geleen was gevierendeeld. Het eerste en vierde kwartier bestaan uit een rood wapenschild met in het midden een zilveren slangenkruis met acht slangenkoppen. Het zilveren hartschild met de drie rode koeken is losgemaakt en vormt de beide kwartieren II en III. In deze vorm keert het Huynse familiewapen in het stadswapen van Geleen terug.

Toen de gemeente Geleen in 2001 samen met Sittard een gemeente ging vormen, verviel het stadswapen. De gemeente Sittard-Geleen voert nog geen officieel wapen. In de gemeentevlag van de gemeente Sittard-Geleen neemt het slangenkruis echter een prominente plaats in.
Het familiewapen wordt vandaag de dag wel nog in een reeks andere gemeenten en dorpen gebruikt. Het wapen komt onder andere terug in het stadswapen van Amstenrade, Bingelrade, Brunssum, Jabeek, Merkelbeek, Oirsbeek, Onderbanken, Schinnen, Schinveld en Spaubeek.

### Amstenrade
Het gemeentewapen van Amstenrade is in tweeën gedeeld:
- Rechts: op een rode achtergrond staat een zilveren slangenkruis met slangenkoppen, met een zilveren hartschild en drie (2, 1) rode kogels.
- Links: een in vieren gedeeld wapen met een zilveren achtergrond, hierop 2 rode leeuwen en 2 driehoekige eggen.
- Het schild wordt vastgehouden door de heilige Gertrudis, de beschermheilige van Amstenrade.

Dit wapen is een combinatie van de vroegere en de huidige landsheren. Aan de rechterkant de graven Huyn van Amstenrade en aan de linkerkant de graven de Marchant et d'Ansembourg.

## Stamgebied
Het leefgebied van de familie valt tegenwoordig onder Nederlands Limburg. In de tijd dat de familie Huyn als heer optrad in deze streek, vielen deze gebiedsdelen onder het Heilige Roomse Rijk, achtereenvolgens de Bourgondische en Habsburgse Nederlanden.
Er is niets bekend over de oorsprong van de familie Huyn, er zijn slechts gissingen naar de oorsprong van de familienaam Huyn. De naam zou mogelijk afgeleid kunnen zijn van de Waalse stad Hoei, waar reeds in de 10e eeuw een mogelijke voorvader van de adellijke familie aanwezig was, namelijk de invloedrijke bisschop en latere heilige Ansfried, graaf van Hoei (comes ab Huy), die onder de heerschappij van de Ottonen een belangrijke politieke rol vervulde. Het is echter in het geheel niet duidelijk of bisschop Ansfriedus Comes ab Huy een voorvader was van de latere familie Huyn van Amstenrade en Geleen, omdat de naam na Ansfriedus pas weer in de 13e eeuw opduikt in een bron in Lotharingen.

Een andere verklaring over de herkomst van de familienaam is de mogelijke oorsprong als beroepsnaam. De aanduiding Houne, Hoen, Hunne of Hun zou verband kunnen houden met het woord honne of hunne, dat honderdman (een groep krijgers van zo’n 100 personen) betekent en dat tot rond 1400 werd gebruikt. Een mogelijke aanwijzing daarvoor is dat Willem, zoon van Gerardus de Houn, in 1268 Willem Huyn werd genoemd, maar ook dat is slechts een gissing naar de herkomst van de naam, laat staan een gegeven inzake de toenmalige status van de familie.
Voor zover bekend gaat de familie terug naar het Land van Valkenburg. De oudste vermelding in een oorkonde stamt uit de 14e eeuw. Bij de Slag bij Baesweiler (1371), waarbij de familie Huyn aan Brabantse zijde vocht, werden Jan en Reynart Huyn van Anxtelrode gevangengenomen en moest losgeld voor ze worden betaald. Na deze slag vestigden Johan de Oudere en Johan de Jongere (vader en zoon) en Reinier Huyn van Anstenraidt zich, na hun vrijlating, in Amstenrade. Hun wapen beeldt een zilveren ankerkruis uit bestaande uit acht slangenkoppen op een rode achtergrond. De drie familieleden bevonden zich daarmee in het gebied van de drossaard van Valkenburg. (Zie ook Huyn van Merkelbach, hieronder.)
Een zekere Nicolaas van Huyn werd in 1472 kanunnik aan het Mariakapittel (Marienstift) te Aken. Zijn opvolger, zijn neef Werner Huyn van Amstenraedt, trad op 14 februari 1500 aan.
De belangrijkste tijd van de familie ligt in de late 16e eeuw en in de 17e eeuw. In deze tijd kreeg de familie zeggenschap over Amstenrade en Geleen. In 1557/1558 verkrijgt Arnold II van koning Filips II van Spanje, via een verpanding, de zeggenschap over de heerlijkheden Geleen en Spaubeek, naast hun gebieden Amstenrade, Brunssum, Jabeek, Bingelrade en Merkelbeek. In 1609 verkoopt de koning aan Arnold IV de heerlijkheden Geleen, Oirsbeek en Brunssum. In 1640 wordt de familie in de rijksgravenstand verheven. Arnolds titel luidt dan: Graaf Huyn Baron van Geleen en Amstenrade.
In 1654 worden de heerlijkheden Geleen en Amstenrade door koning Filips IV van Spanje tot graafschap verheven. Vanaf dan kan Arnold V zich Graaf Huyn van Amstenrade en Geleen gaan noemen. De heerlijkheden Oirsbeek en Brunssum worden hier in 1663 aan toegevoegd.
De laatste mannelijke nazaat van de Nederlandse familietak heette graaf Arnold V Wolfgang Huyn van Amstenrade. Hij stierf op 10 september 1668 en ligt in het familiegraf in de jezuïetenkerk Sint-Michael te Aken begraven.
Zijn dochter, gravin Godefrida Agneta Maria Ignatia Huyn van Amstenrade (25 februari 1646 - 29 september 1667) was reeds overleden. Hierdoor ging het bezit van de graven Huyn van Amstenrade over op de familie van Godefrida’s man, de prinsen Von Salm.

### Leden van de familie
- Gerard Huyn van Amstenrade (±1430 - ±1510)
- Arnold I Huyn van Amstenrade, heer van Geleen (±1470 - ±1553)
- Arnold II Huyn van Amstenrade, heer van Geleen (±1525 - 1579)
- Arnold III Huyn van Geleen, heer van Geleen (±1555 - 1638)
- Arnold IV Huyn van Geleen (±1590 - 1624), heer van Geleen, generaal van de keizer van het Roomse Rijk
- graaf Arnold V Wolfgang Huyn van Geleen (1620 - 1668)
- Johan François Godefrois Huyn van Geleen (1623 - 1653), heer van Deurne
- Werner Huyn van Amstenrade, heer van Wachtendonk, maarschalk[5]
- Edmond Huyn van Amstenrade (±1567 - 1634), landcommandeur van de Duitse Orde
- graaf Godfried Huyn van Geleen (±1598 - 1657) keizerlijk veldmaarschalk en landcommandeur van de Duitse Orde
- gravin Agnes Maria Huyn van Amstenrade (1614 - 1641), kloosterlinge van Trans-Cedron te Venlo
- gravin Alexandrine Amstenrade Huyn van Amstenrade (1594 - 1660), getrouwd met Alexander II van Velen; zes kinderen: Anna Margarethe, die een half jaar na haar geboorte stierf, Ferdinand Gottfried, Paul Ernst, Alexandrine Marie, Isabella en Alexandra Elisabeth.

### Titels
Leden van het geslacht Huyn van Amstenrade werden onder meer:
- Graaf van Geleen-Amstenrade
- lid van de Ridderschap van het Land van Valkenburg
- lid van de Ridderschap van het hertogdom Jülich
- 1590 en 1668 geadmitteerd als lid van de Ridderschap (Staten) van het Overkwartier van Gelre
- drost van het Ambt Krickenbeck en Erkelenz/Gelre
- heer van de heerlijkheden Broekhuizen, Horst, Eijsden en Schinnen

## Bezittingen
De familie bezat onder andere de volgende kastelen en adellijke huizen:
- Amstenrade: Kasteel Amstenrade (1366/1500-1668)
- Broekhuizen: Kasteel Broekhuizen (1654-1666)
- Eijsden: Kasteel Eijsden (1558-1592)
- Heerlen: Huis Carisborg/Chorusborg (1570-1665)
- Heerlen: Kasteel Passarts-Nieuwenhagen (ca. 1381-1442/1537-1547)
- Horst: Kasteel Horst (1636-1660)
- Kerkrade: Kasteel Erenstein (1440-1549)
- Nieuwstadt: Huis Witham (1564-1597)
- Schinnen: Kasteel Terborgh (17e eeuw)
- Spaubeek: Kasteel Sint-Jansgeleen (1544-1668)
- Voerendaal: Kasteel Rivieren (1520-1641)

## Huyn van Merkelbeek/Merkelbach
De eerst bekende heer van Merkelbeek was Reinier Huyn van Merkelbeek. Reinier werd in 1383 in verschillende akten vermeld.

De Wittemse Merckelbachs voerden een slangenkopkruis van zilver op rood met een rode uitkomende draak als helmteken. Varianten daarop treft men aan bij andere families (von) Merckelbach. Het Wittemse patriciërsgeslacht (von) Merckelbach bracht vanaf de vroege 17e eeuw een reeks van schouten, burgemeesters, magistraten en provinciale bestuurders voort.

## Trivia
- Brunssum kent een Graaf Huynstraat.
- In Geleen is het Graaf Huyn College gevestigd.